# Habroleptoides confusa
Habroleptoides confusa is een haft uit de familie Leptophlebiidae. De wetenschappelijke naam van de soort is voor het eerst geldig gepubliceerd in 1986 door Sartori & Jacob.
De soort komt voor in het Palearctisch gebied.